# آبچلیک سینه‌نخودی
آبچلیک سینه‌نخودی (نام علمی: Calidris subruficollis) نام یک گونه پرنده از تیره آبچلیکان است.
آبچلیک سینه‌نخودی بدن کوچک و سر تقریباً مدور دارد که دو طرف سرش زرد نخودی است.